# Václav Ježek (voetbaltrainer)

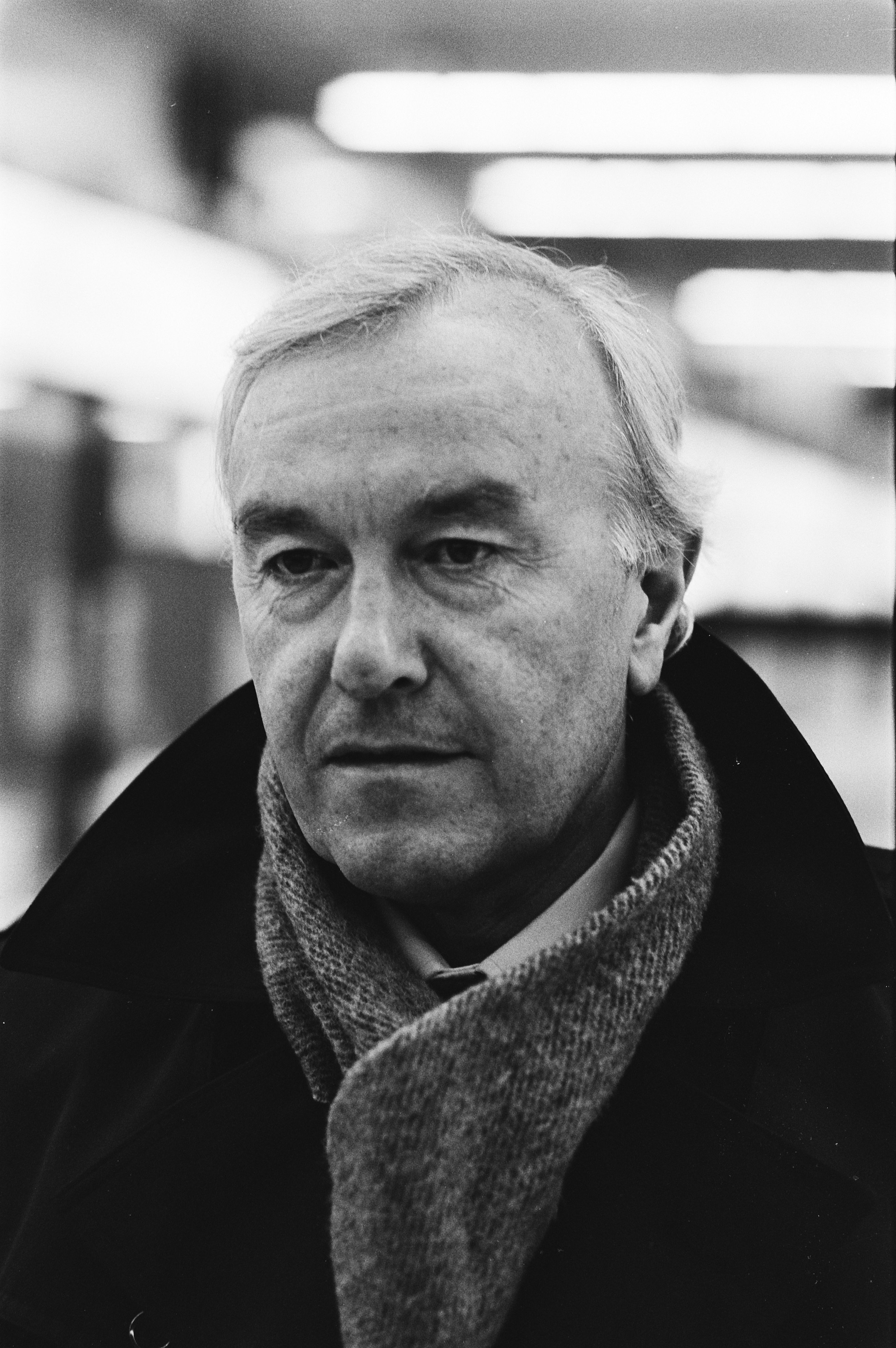
Václav Ježek (1979)

Václav Ježek (Zvolen, 1 oktober 1923 – Praag, 27 augustus 1995) was een voetballer en voetbaltrainer afkomstig uit het voormalige Tsjecho-Slowakije.
Als speler voetbalde hij nooit voor grote clubs en was zelfs nooit op het hoogste niveau actief.
Zijn grote bekendheid verwierf hij als trainer. In 2001 werd hij postuum in Tsjechië tot trainer van de 20e eeuw gekozen.

## Loopbaan
Hij werd voor het eerst coach van Sparta Praag in de jaren 60. Hij transformeerde het team en won twee Tsjecho-Slowaakse titels, in 1965 en 1967. Na dit succes verliet hij Tsjecho-Slowakije en verhuisde naar Nederland. Van 1969 tot 1972 coachte hij ADO Den Haag en leidde hen naar de derde plaats in de Eredivisie, voordat hij bondscoach werd van het Tsjecho-Slowaaks voetbalelftal. Hij creëerde een nieuw team met getalenteerde spelers, waaronder Ivo Viktor, Alexander Vencel, Antonín Panenka, Ladislav Jurkemik, Zdeněk Nehoda, Anton Ondruš, Jaroslav Pollák en Ján Pivarník. Het team won het Europees Kampioenschap in 1976 en versloeg West-Duitsland in een strafschoppenserie in de finale, maar slaagde er niet in om zich te kwalificeren voor het WK 1978. Ježek werd als bondscoach vervangen door zijn assistent Jozef Vengloš.
Ježek verhuisde in 1978 terug naar Nederland als coach van Feyenoord. Zijn beste eindklassering met de Rotterdamse club was de tweede plaats in 1979. Na zijn vertrek bij Feyenoord in 1982 werd Ježek in het volgende decennium opnieuw twee keer coach van Sparta Praag en begon een lange periode van succes voor de club, waarbij hij meerdere keren de Tsjecho-Slowaakse titel won. In 1993 werd hij de voorlopige hoofdcoach van het gezamenlijke Tsjechisch-Slowaakse team, gevormd na de opsplitsing van Tsjechië en Slowakije in november 1992, in de kwalificatiewedstrijden voor het WK van 1994. Tijdens de jaren 1990 was hij ook lid van het managementteam van Slavia Praag. Hij coachte ook FC Zürich.
Ježek stierf in 1995 in Praag, op 71-jarige leeftijd.

## Carrière als trainer
- Tatran Liberec, Jeugd
- Jiskra Liberec, Jeugd
- Lokomotiva Česká Lípa
- Dukla Praag, Hoofd Opleidingen/Jeugd (1959 - 1963)
- Sparta Praag (1963 - 1969)
- ADO Den Haag (1969 - 1972)
- Tsjecho-Slowaaks Nationaal Elftal (1972 - 1978), winnaar Europees kampioenschap voetbal mannen in 1976
- Feyenoord (1978 - 1982), winnaar KNVB beker 1979/80
- Sparta Praag (1982 - 1984)
- FC Zürich (1984 - 1986)
- Sparta Praag (1986 - 1988)
- Tsjecho-Slowaaks voetbalelftal, Assistent (1988 - 1990)
- Sparta Praag (1990)
- Slavia Praag (1991 - 1992)
- Tsjecho-Slowaaks Nationaal Elftal, selectie van Tsjechen en Slowaken (1993)